# 시프리앵 은타랴미라
시프리앵 은타랴미라(Cyprien Ntaryamira, 1955년 3월 6일 ~ 1994년 4월 6일)는 부룬디의 후투족 출신 6대 대통령으로 1994년 4월 6일 비행기 격추 사건으로 암살당했다.
당시 벨기에의 식민지던 부줌부라 주의 무빔비 마을 출생으로 1972년 학교에 입학했으나 민족 간의 폭동과 반란으로 나라를 떠났다.
1982년 르완다 국립 대학교에서 농업 학위를 받고 사회주의 운동에 뛰어들어 1983년 농업을 위해 부룬디로 귀국했다. 1985년 장바티스트 바가자 대령의 군부 시절 정치범이 되기도 했다.
1986년 8월 부룬디의 민주주의를 위한 정당(FRODEBU)을 창당하고 소수 민족인 투치족의 지배에 의한 오랜 역사와 국민 진행을 위한 연합(OPRONA)를 마무리하고 1993년 부룬디 최초의 민주 선거로 당선된 멜키오 은다다예 정권의 농업 장관으로 임명되었다.
1993년 10월 의회와의 대립 중 은다다예 대통령이 쿠데타로 암살당하자 1994년 2월 5일 6대 대통령이 되었는데 이웃 나라 르완다의 내전에 개입해 같은 후투족 출신의 르완다 대통령 쥐베날 하브자리마나와 투치족과의 평화 협정에 대해 논의하다가 4월 6일 르완다의 수도 키갈리 근처에서 비행기가 격추되어 하브자리마나 대통령과 함께 암살당했다.